# Писанець (Росія)
Пи́санець (рос. Писанец) — село у складі Артемовського міського округу Свердловської області.
Населення — 583 особи (2010, 597 у 2002).
Національний склад населення станом на 2002 рік: росіяни — 93 %.